# Zasad
Zasad (cyr. Засад) – wieś w Serbii, w okręgu raskim, w mieście Kraljevo. W 2011 roku liczyła 84 mieszkańców.